# Pliesko pod Kostolíkom
Pliesko pod Kostolíkom je pleso v Batizovské dolině ve Vysokých Tatrách na Slovensku. Nachází se v nadmořské výšce 2075 m. Jezero má rozlohu 0,1206 ha. Je 69 m dlouhé a 25 m široké.

## Okolí
Nachází se ve východní větvi v horní části Batizovské doliny. Na východě se nad ním tyčí Kostolík a na západě se táhne hřeben Končisté se Štôlskou vežou a Malou Končistou. Na severu se závěr dolinky nazývá Pod Drúkom.

## Vodní režim
Do plesa ze severu ústí dva občasné potůčky, které těsně nad ním vytvářejí malé jezírko. Občasný potok odtéká na jih do Batiozovského plesa.

## Přístup
Pleso není veřejnosti přístupné.